# Богатство (роман)
„Богатство“ (на руски: Богатство) е исторически роман от съветския писател Валентин Пикул, написан през 1977 г.

## Сюжет
Внимание:  Текстът по-долу разкрива сюжета на произведението (или части от него)!
Романът описва живота и обичаите, преобладаващи на полуостров Камчатка в началото на 20 век. На територията на тези „покрайнини“ на империята са смесени азиатци и руснаци, търговци на риба и избягали престъпници, спекуланти на кожа и златотърсачи ... Освен това доста страници от романа са посветени на описанието на уникалната природа на този суров край.
Всичко се променя с началото на Руско-японската война от 1905 г. Командването на японската армия планира да изпрати мощен десант за завладяването на Камчатка. Войски за защитата на полуострова Русия няма, и поради това за защитата му се събира група доброволци под ръководството на редактора на местния вестник Соломин и местния ловец Исполатов. Шепа зле въоръжени, но смели хора трябва да защитават земята си от японското нашествие ...